# 德格集團
德格集團（Teka Group）是一家成立于德國的跨國公司，1924年创建。從事製造廚房，衛浴產品，陶瓷釉料，工業容器，和設計創新機能的廚房家電。另外，它還生產啤酒桶。海尼根的啤酒桶就是由它生產的.

## 重要人物
卡爾·蒂爾曼（Karl Thielmann）是創立者。1924年在德國黑森州海格尔Sechshelden開始建立自己的工作室。马克西米利安姆·布罗内尔（Maximiliam Broener）是德格集團控股的總裁。阿圖羅·巴尔达萨诺（Arturo Baldasano）是德格工業的總裁。馬丁·貝克（Martin Beck）是德格集團廚衛事業部的CEO。

## 重要里程碑
1983年-在歐洲生產第一個瓦斯爐。

1984年-製造第一個微波爐。

1994年-製造第一個半圓型瓦斯爐，一推出即迅速成為銷售佳績

2010年-IHOOD誕生。這是第一次有公司為蘋果(APPLE INC.)開發出來的廚房電器。

2011年-創新發明『水自清技術(Hydroclean)』，單使用一杯水即可清潔。

2012年-1年內獲得歐洲六大設計獎和創新獎項。